# Fortuneswell
Fortuneswell är en ort i Storbritannien.   Den ligger i kommunen Dorset och riksdelen England, i den södra delen av landet, 190 km sydväst om huvudstaden London. Fortuneswell ligger 56 meter över havet och antalet invånare är 4 446.
Terrängen runt Fortuneswell är platt.  Närmaste större samhälle är Weymouth, 6,1 km norr om Fortuneswell. 